# Invasión napoleónica de Rusia
La invasión napoleónica de Rusia (Campagne de Russie en francés, Отечественная война 1812 года en ruso), también llamada invasión al Imperio ruso, liderada por Napoleón en 1812, fue un punto de inflexión en el transcurso de las guerras napoleónicas. La campaña redujo a las fuerzas de invasión francesas y aliadas a menos del veinte por ciento de su capacidad inicial. El papel de este episodio en la cultura rusa puede apreciarse en la novela Guerra y paz (1869) de Tolstói, y en la identificación que la Unión Soviética hizo entre esta y la posterior invasión alemana durante la Segunda Guerra Mundial, conocida como Operación Barbarroja (del 22 de junio al 5 de diciembre de 1941).
Hasta 1941, en Rusia se había conocido a esta invasión como la Guerra Patria (en ruso: Отечественная война, Otéchestvennaya Voyná). El término ruso guerra patria de 1812 la distingue de la Gran Guerra Patria, término aplicado a la guerra en el Frente Oriental durante la Segunda Guerra Mundial.
Asimismo, se la llama de forma ocasional «guerra de 1812», lo que puede producir cierta confusión, dado que este mismo nombre se da al conflicto entre el Reino Unido y los Estados Unidos acontecido ese mismo año.

## Causas
En la época de la invasión, Napoleón estaba en el apogeo de su poder con virtualmente toda la Europa continental bajo su directo control, ocupada por su ejército victorioso al derrotar a casi todas las potencias del continente y bajo tratados favorables para Francia. Ningún poder europeo osaba moverse contra él.
Sin embargo, el tratado firmado tras la guerra austriaca contenía una cláusula por la que la Galitzia oriental de Austria era anexada al Gran Ducado de Varsovia, y el Imperio ruso consideró que esta disposición obraba contra sus intereses creando una entrada estratégica para lanzar una posible invasión contra Rusia. Por otra parte, el zar Alejandro I había encontrado a Rusia en un dilema económico: su país tenía pocos medios para generar manufacturas aun siendo rico en materias primas, y el bloqueo continental contra el Reino Unido o cierre de los puertos europeos a los ingleses ordenado por Napoleón había estrangulado no solo el comercio británico, sino el ruso, vital para su economía en términos no simplemente monetarios, sino en cuanto a bienes manufacturados. El hecho de que Rusia se retirara del bloqueo fue una causa adicional para incentivar a Napoleón a tomar su decisión de invadirla.
En 1811, el Estado Mayor ruso desarrolló un plan de guerra ofensiva, suponiendo un asalto ruso sobre las ciudades polacas de Varsovia y Gdańsk.

## Desarrollo de las operaciones

### La invasión

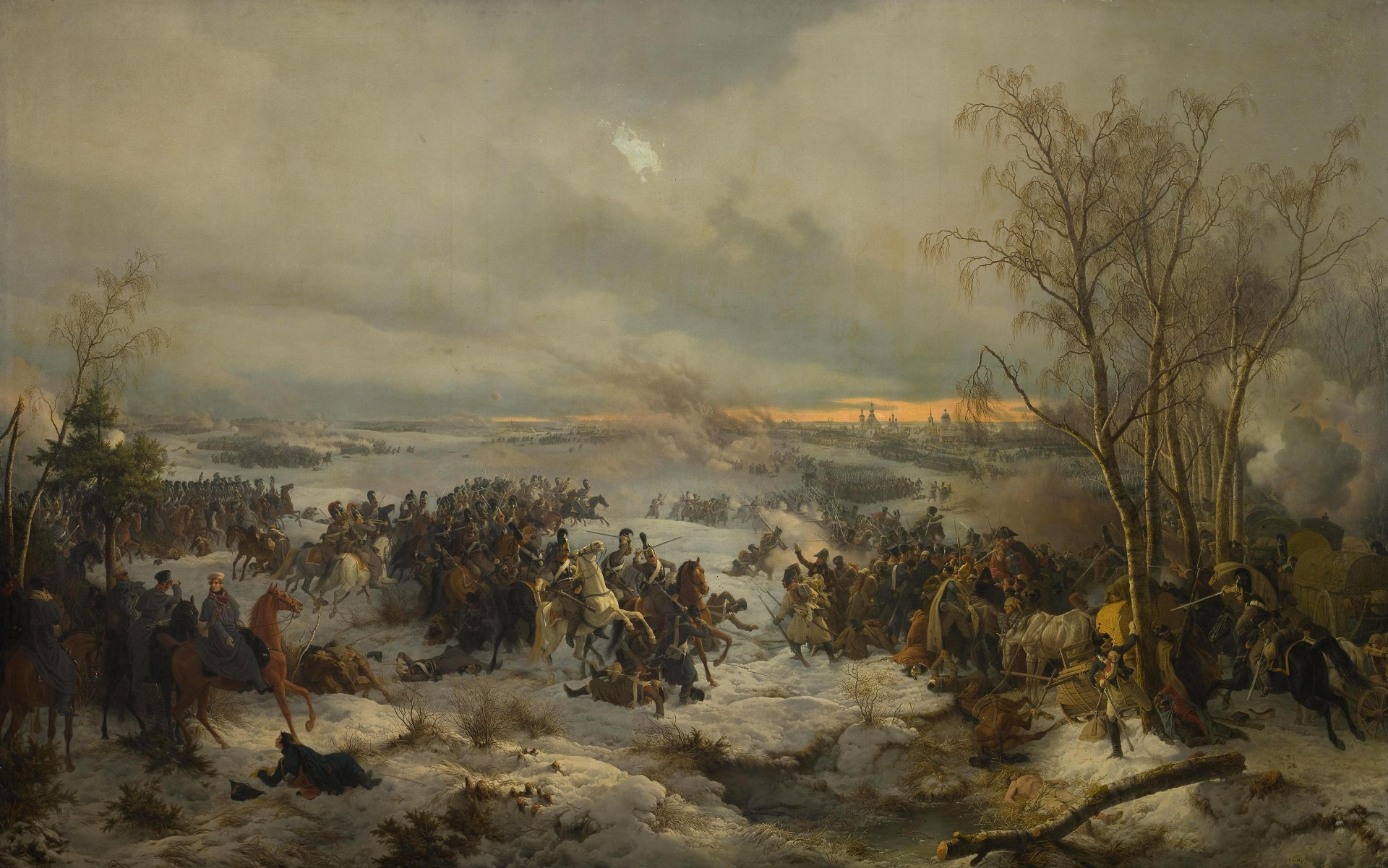
Batalla de Krasnoi.

En junio de 1812, la Grande Armée de Napoleón, formada por 691 500 hombres, el mayor ejército jamás formado en la historia europea hasta ese momento, cruzó el río Niemen y enfiló el camino de Moscú. En ese momento, la Grande Armée se componía de una fuerza central de asalto de 250 000 soldados bajo el mando personal del Emperador, otras dos líneas de frente bajo el mando de Eugène de Beauharnais (con 80 000 hombres) y Jérôme Bonaparte (con 70 000). Además constaba de dos cuerpos de ejército separados al mando del mariscal Jacques Macdonald, con 32 500 hombres y Karl Philipp de Schwarzenberg, con 34 000 soldados austriacos. Por último, la Grande Armée constaba de una reserva de 225 000 soldados. 
Además, 80 000 guardias nacionales habían sido reclutados para el servicio militar regular, defendiendo las fronteras del imperio en el Gran Ducado de Varsovia, estado satélite del Imperio francés. Con éstas, las fuerzas totales de Napoleón alcanzaban los 771 500 hombres. Este enorme esfuerzo humano agotó de forma sensible al Imperio francés, considerando además que 300 000 soldados franceses ya luchaban en España contra las incansables guerrillas, y alrededor de 200 000 se encontraban apostados en Alemania e Italia. Los 450 000 hombres franceses constituían la mayoría del ejército, cuyos aliados completaban el resto de tan extenso número de hombres. Además de los cuerpos del ejército austriaco de Schwarzenberg, había también unos 95.000 polacos, 90 000 alemanes (24 000 bávaros, 20 000 sajones, 20 000 prusianos, 
17 000 westfalianos, y muchos miles procedentes de los pequeños estados del Rin). También 25 000 italianos, 12 000 suizos, 4800 españoles, 3500 croatas y 2000 portugueses, así como también algunos contingentes belgas. En resumidas cuentas, cada nación del vasto imperio de Napoleón se encontraba representada en este monstruoso ejército.

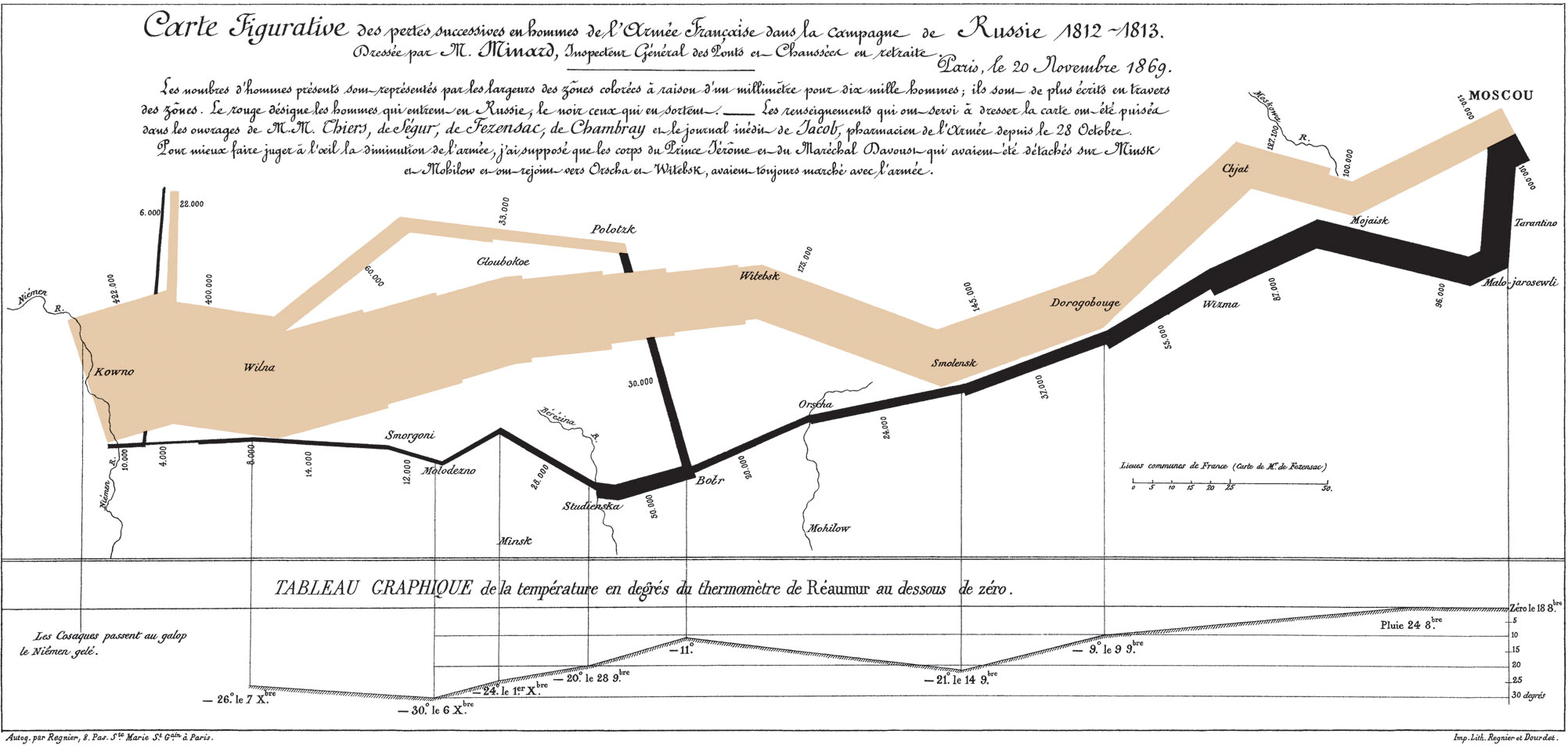
Gráfico que muestra el número de las fuerzas francesas en su marcha hacia Moscú y durante la retirada, por Charles Minard. También contiene información ambiental como la temperatura por fecha.

De acuerdo con las estimaciones más modernas, el Ejército ruso se encontraba muy por debajo de este número de soldados al principio. Alrededor de 280 000 soldados rusos se desplegaron en la frontera polaca en preparación de la invasión planeada por el zar Alejandro I de Rusia sobre el Gran Ducado de Varsovia. El total de las fuerzas rusas rondaba los 500 000 hombres (aunque algunas estimaciones sitúan esta cifra en tan solo 350 000, mientras otras la elevan hasta los 710 000. Seguramente, un número aproximado a 400 000 sería una estimación mas realista) al inicio de la guerra.
Estas fuerzas se encontraban divididas en tres ejércitos principales: el Primer Ejército 
del Oeste (comandado por el general Mijaíl Barclay de Tolly) de unos 159 800 hombres; el 
Segundo Ejército del Oeste (del general Piotr Bagratión), con unos 62 000, y el Tercer Ejército del Oeste (general Aleksandr Tormásov) que tenía unos 58 200 hombres. Existían además dos fuerzas de reserva, una de 65 000 hombres y otra de 47 000, que apoyaban a estos ejércitos. De este modo, el total de las fuerzas rusas que se oponían a Napoleón era de alrededor de 392 000 hombres. Por otro lado, se había asegurado la paz desde San Petersburgo con Suecia y el Imperio otomano, lo que permitió liberar a más de 100 000 hombres de estas fronteras. Rusia se esforzó por aumentar sus ejércitos, y sobre septiembre, el número de tropas había aumentado hasta los 900 000, sin incluir a las tropas irregulares cosacas que probablemente podrían añadir 70 000 u 80 000 hombres en total, comandados por el atamán Matvéi Plátov.

### La marcha sobre Moscú

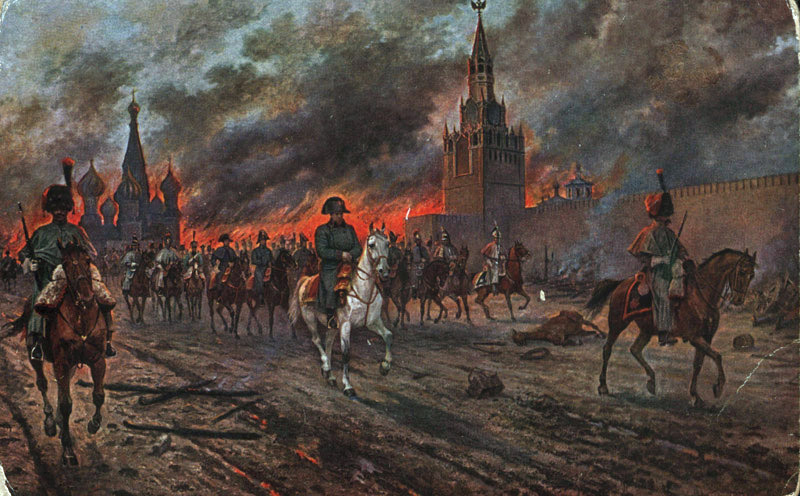
Napoleón avanzando con sus tropas a través de una Moscú en llamas.

La invasión comenzó el 24 de junio de 1812. Napoleón había enviado una oferta final de paz a San Petersburgo poco antes del inicio de las operaciones, de la que nunca recibió contestación, por lo que ordenó a su ejército internarse en el Gran Ducado de Varsovia. Al principio, contó con poca o ninguna resistencia, por lo que avanzó con rapidez dentro del territorio enemigo. Los rusos ofrecieron solo esporádicas resistencias y Barclay de Tolly, el comandante en jefe, rehusaba luchar a pesar de ser presionado por Bagratión. Por su experiencia sabía que no podría derrotar al ejército de Napoleón en combate a campo abierto. En numerosas ocasiones intentó establecer una posición defensiva fuerte, pero en cada una de estas ocasiones, el avance francés fue demasiado rápido para finalizar los preparativos, y se veía obligado a retirarse una y otra vez. Erróneamente, esto se ha considerado un ejemplo de la política de tierra quemada, pero en realidad la retirada rusa no era en modo alguno parte de ningún plan maestro para conducir a los franceses a las profundidades del territorio ruso, donde el invierno y la falta de equipamiento adecuado se combinarían para destruirlo. Más bien al contrario, este fue el resultado de la falta de oportunidades de los comandantes rusos para presentar batalla en condiciones favorables contra un Ejército francés que avanzaba con una rapidez y una fuerza imparables.
Las presiones políticas sobre Barclay para presentar batalla y la resistencia continuada del general a hacerlo (lo que el pueblo veía como un gesto de cabezonería intransigente) terminaron por causar su relevo del cargo de comandante en jefe y fue reemplazado por el presumido y popular Mijaíl Kutúzov, el héroe de la famosa novela Guerra y paz de León Tolstói. A pesar de la retórica de Kutúzov en sentido contrario, su labor fue continuista respecto a la estrategia de Barclay, pues como él contemplaba que el enfrentamiento directo con los franceses en combate abierto supondría el sacrificio inútil de su ejército. Finalmente, consiguió establecer una posición defensiva en Borodinó (tras un encontronazo sin resultados en Smolensk del 16 al 18 de agosto). La batalla de Borodinó, el 7 de septiembre, fue el día más sangriento de combates de las guerras napoleónicas, y se saldó con victoria francesa. El ejército ruso pudo solo reunir a la mitad de sus fuerzas el 8 de septiembre, y hubo de retirarse, dejando expedito el camino hacia Moscú. Al mismo tiempo, Kutúzov ordenaba la evacuación de la ciudad.
En este momento, los rusos habían conseguido reclutar un gran número de refuerzos para el ejército, aumentando el total de las fuerzas rusas a una cifra récord en 1812 de 904 000 hombres, con tal vez unos 100 000 en los alrededores de Moscú (donde se asentaban los restos del ejército de Kutúzov derrotado en Borodinó, ahora parcialmente reforzados). La capacidad rusa de cubrir las bajas en el ejército supuso una ventaja crítica que los llevaría finalmente a la victoria en esta campaña.

### La captura de Moscú
Napoleón entró finalmente el 14 de septiembre en una ciudad fantasma, desalojada de habitantes y vaciada de suministros por el gobernador Rostopchín. Conforme a las reglas clásicas de la guerra relativas a la captura de la capital enemiga (aunque en aquel momento San Petersburgo era la capital real de Rusia), Napoleón esperaba que el mismo zar Alejandro I le ofreciera la capitulación en la colina Poklónnaya, pero muy lejos de esto los comandantes rusos no se rindieron. En lugar de ello, prendieron fuego a Moscú y vaciaron la ciudad entre el 2 y el 6 de septiembre. Moscú, una ciudad constituida principalmente por edificios de madera, se quemó prácticamente por completo, privando de forma efectiva a los franceses de la posibilidad de abrigarse en la ciudad. Se asume que el incendio de Moscú de 1812 fue debido a los sabotajes rusos.
Napoleón señalaría posteriormente que de haber salido de Moscú quince días antes podría haber destruido al ejército de Kutúzov acampado cerca de Tarútino (hoy en la óblast de Kaluga). Aunque esto no hubiera dejado en modo alguno a Rusia indefensa, sí la hubiera privado de la única concentración de tropas capaz de enfrentarse a los franceses. Tal vez de haber ocurrido esto, Alejandro se hubiera rendido, pero eso nunca podrá determinarse con exactitud.

### Retirada francesa

Retirada de Moscú, cuadro pintado por Adolph Northern

Sobre las ascuas de una ciudad en ruinas, sin haber recibido la capitulación rusa y con una nueva maniobra rusa forzándole a salir de Moscú, Napoleón ordenó retroceder. La ciudad incendiada era tácticamente inútil, dado que la cercanía del invierno hacía insostenible mantener a cerca de 100 000 soldados franceses subsistiendo duramente entre las ruinas de Moscú, por lo cual Napoleón inició la larga retirada el 19 de octubre, tras solo seis semanas de ocupación. En la batalla de Maloyaroslávets, Kutúzov pudo al fin forzar a los franceses a usar la misma carretera de Smolensk, que antes les había llevado al este, para volver hacia Occidente. Al mismo tiempo, continuaban bloqueando el flanco sur para impedir a los franceses salir de esta ruta.
Kutúzov desplegó tácticas de guerrillas para hostigar y atacar constantemente a los franceses donde estos fueran más débiles. Las tropas cosacas asaltaban y rompían las unidades francesas aisladas o descolgadas. El suministro al ejército se hizo cada vez más dificultoso al empezar el invierno propiamente a comienzos de noviembre. Las tropas de austríacos y prusianos que habían quedado atrás en el avance a Moscú empezaron a desertar o cambiar de bando, al igual que otros soldados de países ocupados por Napoleón. Esto, ciertamente, reducía el número de soldados que alimentar entre las filas francesas, pero dichos desertores transmitían valiosa información a los rusos sobre el mal estado de la Grande Armeé. 

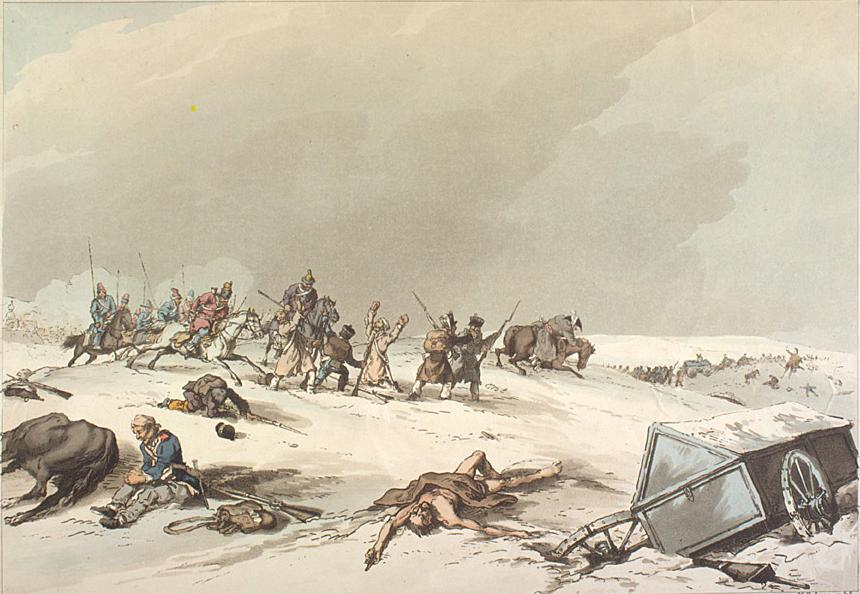
Cosacos interceptando tropas francesas tras la retirada napoleónica de Moscú.

Debido a la llegada del invierno, las praderas rusas carecían de pastos para caballos, que al no poder alimentarse morían y eran utilizados como fuente de carne para los soldados; si bien esta medida permitía alimentar a las tropas francesas, las obligaba a desplazarse lentamente a pie, siendo presa fácil de la hipotermia y el congelamiento en pies, piernas y brazos, lo que ralentizaba la marcha del ejército a través de vías barrosas e impracticables. Los puestos de aprovisionamiento dejados por la Grande Armeé en su avance a Moscú tampoco resultaban muy útiles, pues solo contaban con comida y leña para su propia subsistencia: las tropas que los resguardaban también se unían a la retirada y aumentaban la presión sobre las raciones del ejército. La falta de comida, el clima extremadamente frío, y el hecho que en pocos días casi todo el ejército debiera movilizarse a pie, causó enfermedades, en especial el tifus, y muertes masivas en las filas de la Grande Armeé, que en modo alguno podía presentar batalla a las incursiones de guerrillas rusas.
El cruce del río Berézina los llevó a una nueva gran derrota, ya que Kutúzov decidió que aquel era el momento de llevarlos a un combate en campo abierto. Las divisiones rusas atacaron y aplastaron a la parte del Ejército francés que aún no había cruzado el río. Durante las siguientes semanas, los remanentes de la Grande Armée fueron aún más diezmados, y el 14 de diciembre de 1812, fueron definitivamente expulsados del territorio ruso al cruzar el río Niemen. Cerca de 2000 españoles mercenarios, que habían decidido integrarse en el Ejército francés, se unieron a los rusos cuando el zar Alejandro I les ofreció la oportunidad de alistarse en sus filas.
Solo 58 000 de los hombres de Napoleón sobrevivieron a la campaña rusa, poco más del 20 % del total. Una gran parte de los contingentes austriacos y prusianos se retiró con pocas bajas, mientras que en comparación las pérdidas francesas fueron desproporcionadamente altas, siendo mayores las bajas sufridas en la retirada que en el combate. Y aunque las pérdidas rusas en las pocas batallas a campo abierto fueron al menos comparables con las francesas, las pérdidas civiles a lo largo de la parte de Rusia devastada por la guerra fueron muy superiores a las bajas militares. En total, contra las estimaciones iniciales que indicaban varios millones de muertos, hubo alrededor de un millón de muertos divididos casi a partes iguales entre rusos y franceses. Las pérdidas militares se sitúan en 300 000 franceses, 70 000 polacos, 50.000 italianos, 80 000 alemanes y tal vez unos 450 000 rusos. Y, aparte todos de las pérdidas humanas, los franceses perdieron casi 200 000 caballos y más de 1000 piezas de artillería.
El objetivo de Napoleón era dirigirse a su ducado vasallo de Polonia, cruzando el río Berézina. El 26 de noviembre, las fuerzas francesas se encontraban estacionadas junto al río y, bajo el mando del capitán George Diederich Benthien, comenzó la construcción de dos puentes provisionales que permitirían el paso de una parte importante del ejército.
El mariscal Nicolas Oudinot recibió la misión de distraer a las tropas rusas de Chichágov, brindando tiempo a los ingenieros para completar la construcción del puente principal. Aunque el cruce avanzó rápidamente con la caballería al frente, la infantería de retaguardia sufrió grandes pérdidas mientras cubría la retirada.
El 27 de noviembre, uno de los tramos del puente se rompió, pero los ingenieros franceses lograron repararlo antes del anochecer, permitiendo que el mariscal Davout y el Príncipe Eugène atravesaran el río. Finalmente, el IX cuerpo del mariscal Victor mantuvo su posición en la orilla oriental, con apoyo de artillería, hasta después de la medianoche, cuando sus fuerzas pudieron reunirse con el resto del ejército en retirada hacia Francia.

## Valoraciones históricas
La victoria rusa sobre el ejército francés en 1812 significó el mayor obstáculo a la ambición de Napoleón por dominar Europa. Al igual que en la derrota naval en la batalla de Trafalgar en 1805, la campaña rusa supuso un vuelco del destino en las guerras napoleónicas que finalmente significó la derrota y el exilio de Napoleón a la Isla de Santa Elena. Para Rusia, el término Guerra Patria fue un símbolo que endureció su identidad nacional y tuvo un gran impacto en el desarrollo del nacionalismo ruso durante el siglo XIX como resultado de este conflicto, al igual que la pérdida de vidas humanas.
Napoleón, por su parte, fue completamente derrotado en Rusia, no siendo así en la Europa meridional, sobre la cual aún ejercía control. En los meses siguientes reclutaría un ejército de 400 000 franceses apoyados por un cuarto de millón de soldados aliados para disputar el control de Alemania en una campaña aún más larga. Con los generales enemigos evitando el combate, Napoleón no fue derrotado sino hasta la decisiva batalla de las Naciones (del 16 al 19 de octubre de 1813), y aun así, continuó luchando en la campaña por la defensa de Francia en 1814, que terminaría en su primer exilio forzoso tras perder en la batalla de París, que irónicamente fue capturada por el Ejército ruso y sus aliados, cuyos términos de rendición fueron pactados principalmente por Alejandro I de Rusia. Es por esto que la campaña rusa fue importante para demostrar que Napoleón no era invencible. Cuando el control de Napoleón empezó a tambalear influenciado por los nacionalistas prusianos y los comandantes rusos, los estados alemanes retomaban el control de sus territorios a lo largo de la Confederación del Rin y Prusia. La decisiva victoria rusa gracias a sus formidables tácticas, permitieron dar a conocer al mundo entero la primera gran derrota del «Sire», a manos de quien los europeos conocían como el «sospechoso e indeciso» zar de todas las Rusias, Alejandro I de Rusia y que allanaría el camino hacia el segundo exilio forzoso y posteriores derrotas de Napoleón, liberando así, a toda Europa del yugo y la destrucción de los ejércitos franceses.

### En español
- GRACIA YAGÜE, José Carlos; BOBI MIGUEL, María del Carmen. Borodino 1812: las últimas luces del imperio. Madrid: Delta Ediciones. ISBN 84-609-5011-5
- CHANDLER, David. Las campañas de Napoleón: un emperador en el campo de batalla: de Tolón a Waterloo (1796–1815). Madrid: La Esfera de los Libros S.L. ISBN 84-9734-335-2
- MARTÍN MAS, Miguel Ángel. La grande armée: introducción al ejército de Napoleón. Alpedrete: Andrea Press. ISBN 84-96527-43-3

### En inglés
- Clodfelter, Micheal (2017). Warfare and Armed Conflicts: A Statistical Encyclopedia of Casualty and Other Figures, 1492-2015. Jefferson, North Carolina: McFarland. ISBN 978-0786474707.
- ASPREY, Robert. The Rise of Napoleon Bonaparte. New York: Basic Books, 2000. ISBN 0-465-04879-X
- CRONIN, Vincent. Napoleon. London: HarperCollins, 1994. ISBN 0-00-637521-9
- POPE, Stephen. The Cassel Dictionary of the Napoleonic Wars. Cassel, 1999. ISBN 0-304-35229-2
- SCHOM, Alan. Napoleon Bonaparte: A Life. Perennial, 1998. ISBN 0-06-092958-8
- ZAMOYSKI, Adam. 1812: Napoleon's Fatal March on Moscow. HarperCollins, 2004. ISBN 0-00-718489-1